# ISU-Grand-Prix-Serie 2014/15
Die ISU-Grand-Prix-Serie 2014/15 war eine Serie von Eiskunstlaufwettbewerben, die vom 24. Oktober bis zum 14. Dezember 2014 von der Internationalen Eislaufunion veranstaltet wurden. Entscheidungen fanden in den Eiskunstlauf-Disziplinen Einzellauf der Herren, Einzellauf der Damen, Paarlauf und Eistanz statt.
Die Teilnehmer errangen gemäß ihren Platzierungen bei den Wettbewerben Punkte. Die sechs punktbesten Teilnehmer jeder Disziplin qualifizierten sich für das Grand-Prix-Finale in Barcelona.   

## Termine
| Veranstaltung        | Austragungsort | Datum                       |
| -------------------- | -------------- | --------------------------- |
| Skate America        | Chicago        | 24. bis 26. Oktober         |
| Skate Canada         | Kelowna        | 31. Oktober bis 2. November |
| Cup of China         | Shanghai       | 7. bis 9. November          |
| Rostelecom Cup       | Moskau         | 14. bis 16. November        |
| Trophée Eric Bompard | Bordeaux       | 21. bis 23. November        |
| NHK Trophy           | Osaka          | 28. bis 30. November        |
| Grand-Prix-Finale    | Barcelona      | 11. bis 14. Dezember        |

## Ergebnisse
| Veranstaltung | Disziplin | Gold                              | Silber                          | Bronze                           |
| ------------- | --------- | --------------------------------- | ------------------------------- | -------------------------------- |
| Skate America | Herren    | Tatsuki Machida                   | Jason Brown                     | Nam Nguyen                       |
| Skate America | Damen     | Jelena Radionowa                  | Jelisaweta Tuktamyschewa        | Gracie Gold                      |
| Skate America | Paare     | Juko Kawaguti / Alexander Smirnow | Haven Denney / Brandon Frazier  | Peng Cheng / Zhang Hao           |
| Skate America | Eistanzen | Madison Chock / Evan Bates        | Maia Shibutani / Alex Shibutani | Alexandra Stepanowa / Iwan Bukin |

| Veranstaltung | Disziplin | Gold                          | Silber                      | Bronze                                 |
| ------------- | --------- | ----------------------------- | --------------------------- | -------------------------------------- |
| Skate Canada  | Herren    | Takahito Mura                 | Javier Fernández            | Max Aaron                              |
| Skate Canada  | Damen     | Anna Pogorilaja               | Ashley Wagner               | Satoko Miyahara                        |
| Skate Canada  | Paare     | Meagan Duhamel / Eric Radford | Sui Wenjing / Han Cong      | Jewgenija Tarassowa / Wladimir Morosow |
| Skate Canada  | Eistanzen | Kaitlyn Weaver / Andrew Poje  | Piper Gilles / Paul Poirier | Madison Hubbell / Zachary Donohue      |

| Veranstaltung | Disziplin | Gold                                    | Silber                          | Bronze                         |
| ------------- | --------- | --------------------------------------- | ------------------------------- | ------------------------------ |
| Cup of China  | Herren    | Maxim Kowtun                            | Yuzuru Hanyū                    | Richard Dornbush               |
| Cup of China  | Damen     | Jelisaweta Tuktamyschewa                | Julija Lipnizkaja               | Kanako Murakami                |
| Cup of China  | Paare     | Peng Cheng / Zhang Hao                  | Yu Xiaoyu / Jin Yang            | Wang Xuehan / Wang Lei         |
| Cup of China  | Eistanzen | Gabriella Papadakis / Guillaume Cizeron | Maia Shibutani / Alex Shibutani | Anna Cappellini / Luca Lanotte |

| Veranstaltung  | Disziplin | Gold                            | Silber                                 | Bronze                              |
| -------------- | --------- | ------------------------------- | -------------------------------------- | ----------------------------------- |
| Rostelecom Cup | Herren    | Javier Fernández                | Sergei Woronow                         | Michal Březina                      |
| Rostelecom Cup | Damen     | Rika Hongo                      | Anna Pogorilaja                        | Alaine Chartrand                    |
| Rostelecom Cup | Paare     | Xenija Stolbowa / Fjodor Klimow | Jewgenija Tarassowa / Wladimir Morosow | Kristina Astachowa / Alexei Rogonow |
| Rostelecom Cup | Eistanzen | Madison Chock / Evan Bates      | Jelena Iljinych / Ruslan Schiganschin  | Penny Coomes / Nicholas Buckland    |

| Veranstaltung        | Disziplin | Gold                                    | Silber                      | Bronze                            |
| -------------------- | --------- | --------------------------------------- | --------------------------- | --------------------------------- |
| Trophée Eric Bompard | Herren    | Maxim Kowtun                            | Tatsuki Machida             | Denis Ten                         |
| Trophée Eric Bompard | Damen     | Jelena Radionowa                        | Julija Lipnizkaja           | Ashley Wagner                     |
| Trophée Eric Bompard | Paare     | Xenija Stolbowa / Fjodor Klimow         | Sui Wenjing / Han Cong      | Wang Xuehan / Wang Lei            |
| Trophée Eric Bompard | Eistanzen | Gabriella Papadakis / Guillaume Cizeron | Piper Gilles / Paul Poirier | Madison Hubbell / Zachary Donohue |

| Veranstaltung | Disziplin | Gold                          | Silber                            | Bronze                           |
| ------------- | --------- | ----------------------------- | --------------------------------- | -------------------------------- |
| NHK Trophy    | Herren    | Daisuke Murakami              | Sergei Woronow                    | Takahito Mura                    |
| NHK Trophy    | Damen     | Gracie Gold                   | Aljona Igorewna Leonowa           | Satoko Miyahara                  |
| NHK Trophy    | Paare     | Meagan Duhamel / Eric Radford | Juko Kawaguti / Alexander Smirnow | Yu Xiaoyu / Jin Yang             |
| NHK Trophy    | Eistanzen | Kaitlyn Weaver / Andrew Poje  | Xenija Monko / Kirill Chaljawin   | Kaitlin Hawayek / Jean-Luc Baker |

| Veranstaltung     | Disziplin | Gold                          | Silber                          | Bronze                                  |
| ----------------- | --------- | ----------------------------- | ------------------------------- | --------------------------------------- |
| Grand-Prix-Finale | Herren    | Yuzuru Hanyū                  | Javier Fernández                | Sergei Woronow                          |
| Grand-Prix-Finale | Damen     | Jelisaweta Tuktamyschewa      | Jelena Radionowa                | Ashley Wagner                           |
| Grand-Prix-Finale | Paare     | Meagan Duhamel / Eric Radford | Xenija Stolbowa / Fjodor Klimow | Sui Wenjing / Han Cong                  |
| Grand-Prix-Finale | Eistanzen | Kaitlyn Weaver / Andrew Poje  | Madison Chock / Evan Bates      | Gabriella Papadakis / Guillaume Cizeron |